# گمینا بیاوا پیسکا
گمینا بیاوا پیسکا (به لهستانی:  Gmina Biała Piska) یک گمینا در لهستان است که در شهرستان پیش واقع شده است. گمینا بیاوا پیسکا ۴۲۰٫۱۴ کیلومتر مربع مساحت و ۱۲٬۱۳۵ نفر جمعیت دارد.